# منتخب بنين تحت 20 سنة لكرة القدم
منتخب بنين تحت 20 سنة لكرة القدم (بالفرنسية: Équipe du Bénin des moins de 20 ans de football) هو ممثل بنين الرسمي في المنافسات الدولية في كرة القدم في فئة كرة قدم تحت 20 سنة للرجال، يديريه اتحاد بنين لكرة القدم.